# Monsieur Leguignon lampiste
Ne doit pas être confondu avec Leguignon guérisseur.
Pour plus de détails, voir Fiche technique et Distribution.
Monsieur Leguignon, lampiste est un film français réalisé par Maurice Labro en 1951, sorti en 1952.

## Synopsis
Les bonnes intentions de Diogène Leguignon, lampiste à la SNCF, le mènent invariablement devant le tribunal. Peinant à joindre les deux bouts, il est constamment tiraillé entre un voisin lunatique, une bande de jeunes voyous farceurs et ses tracas quotidiens. Une nuit, alors qu'on l'installe dans une vieille cabane en bois, cette bande d'enfants découvre un trésor chez lui. Réveillé, Leguignon descend et les découvre. Le lendemain, c'est la guerre au tribunal pour savoir à qui revient le trésor. 
Malgré la bonne volonté de son avocat, la malchance leur fait perdre la totalité du butin, qui revient aux enfants, et donc indirectement à leurs parents. Toutes les familles du village possédant maintenant une jolie somme d'argent, ils joignent leurs efforts pour construire un immeuble sur l'emplacement de la maison de Leguignon, pour le récompenser de sa gentillesse injustement mêlée de malchance. Leguignon, revigoré, prend la tête du chantier et devient chef des finances du projet, tout en étant nommé dans une société d'encouragement  aux ouvriers.

Malheureusement, cette société fait faillite. Leguignon passe alors par une terrible période ; son projet d'immeuble est avancé à moitié et il n'a plus d'argent pour le terminer. Puis il découvre que le directeur de l'entreprise qui avait créé le service d'encouragement aux ouvriers et son secrétaire, qui aidait Leguignon dans la gestion de ses finances, ont en fait précipité la faillite de la société pour empêcher le projet d'être accompli.

## Fiche technique
- Titre : Monsieur Leguignon lampiste
- Réalisation : Maurice Labro, assisté de Claude Boissol, Pierre Guilbaud
- Scénario : D'après l'émission radiophonique de Picq et Ferrari Le tribunal
- Adaptation et dialogues : Claude Boissol, Jacques Emmanuel
- Images : Jean Lehérissey
- Opérateur : Léon Bellet, assisté de Delille et Neumann
- Musique : Robert Lopez
- Chanson : Ceux que la vie n'aime pas interprétée par Maria Vincent, éditions : Continental
- Décors : Paul-Louis Boutié, assisté de Robert Christidès, François Sune, Roz et Delaye
- Montage : Monique Kirsanoff
- Son : Raymond Gauguier, assisté de Sartin et Rémy
- Maquillage : René Daudin
- Photographe de plateau : Raymond Heil
- Script-girl : Odette Lemarchand
- Régisseur général : Michel Choquet
- Régisseur extérieur : Robert Christidès
- Tournage du 5 novembre au 6 décembre 1951, dans les studios de Boulogne
- Pellicule 35 mm, noir et blanc
- Tirage : Son Perfectone, Laboratoire G.T.C de Joinville
- Production : Jason Production, Latino Consortium Cinéma (France)
- Chef de production : Suzanne Goosens
- Directeur de production : Hubert d'Achon
- Distribution : C.E.F.
- Pays de production :  France
- Durée : 105 minutes
- Genre : Comédie
- Date de sortie : France - 9 mai 1952
- Visa d'exploitation : 11859

## Distribution
- Yves Deniaud : Diogène Leguignon, lampiste à la S.N.C.F
- Jane Marken : Mme Leguignon, la femme de Diogène
- Bernard Lajarrige : Maître Follenfant, l'avocat
- Pierre Larquey : M. Petitot
- Roland Armontel : M. Maltestu, un voisin
- Christiane Barry : Mlle Louise, l'assistante sociale du quartier
- Albert Duvaleix : Le président du tribunal
- Louis de Funès : Un habitant du quartier
- Marcel Josz : Le second président
- Jacques Emmanuel : M. Pabroc, homme d'affaires
- Jean Carmet : Grosjean, l'agent de police
- Claude Boissol (Solbois) : L'avocat général
- Pierre Havet : M. Marcus, le secrétaire de Pabroc
- Jacqueline Johel : Une voisine
- Jacques Michaelli : Le jeune homme amoureux
- Pierre Magnier : Le général de Saint-Bouquet
- Paul Faivre : M. Paulin, le chef lampiste
- André Chanu : Le speaker radiophonique
- Christian Argentin : L'avocat de la partie civile
- Jean Brunel : Un avocat général
- Georges Tourreil : Un avocat général
- Robert Lussac : Le troisième président
- Jacques Ary : Un habitant du quartier
- Jean Berton : M. Caïman, l'expert
- Julienne Paroli : La vieille habitante du quartier
- Paul Mercey : M. Guérin, un habitant du quartier
- Julien Maffre : Un habitant du quartier
- Georges Baconnet : L'agent d'assurance habitant le quartier
- Georges Paulais : L'huissier du tribunal de la Seine
- Henri Niel : M. Chadoul, le bistrotier du quartier
- Franck Maurice : Un habitant du quartier
- René Hell : Un homme à la vente aux enchères
- Marcel Rouze : Un gendarme
- Louis Saintève : Un assesseur du président
- Guy-Henry : Un automobiliste accidenté
- Charles Bayard : Un homme qui achète le journal
- Georges Demas : Un agent
- Michel Nastorg : L'homme qui écoute la radio
- Marc Arian : Un homme à la vente aux enchères
- Roger Vincent
- Max Rogerys
- René Le Brun
- Jacques Mattler
- Maryse Paillet
- Marcelle Féry
- Marcel Charvey
- Dominique Page
- Michel Flamme
- Daniel Mendaille
- Jacques Tarride

et dans le rôle des gosses du quartier : Jacky Gencel, Michel Rob, Jean Narolle, Alain Malloire, Jacques Albanefi, Hubert Boisvieux, Jean-Jacques Baltel, Nicole Marée, Josette Moucle, Christiane Pérez, Gabriel Quarante